# 玛尔特·迪斯特尔
玛尔特·迪斯特尔（法語：Marthe Distel，法語發音：[maʁt distɛl]；1871年9月18日—1934年4月1日）出生於法國孚日省的勒米爾蒙，是一名記者、作家，同時也是巴黎藍帶廚藝學校的共同創辦人之一。

## 生平
玛尔特·迪斯特尔全名為玛尔特·瑪麗·約瑟菲娜·迪斯特爾（法語：Marthe Marie Joséphine Distel），父親約瑟夫·迪斯特尔（Joseph Distel）是一名快遞員、母親朱莉·马沙尔（Julie Marchal）是一名廚師，從小和媽媽學習烹飪，使得她對於烹飪有非常大的熱情，1895年他創辦雜誌藍帶廚師（法語：La Cuisinière Cordon Bleu），是當時推廣烹飪的媒體先驅，為了增加訂閱讀者，她和廚師辦了許多公開活動，教導人們如何烹飪。
1896年1月14日，玛尔特·迪斯特尔和廚師亨利-保羅·佩拉普拉共同創辦巴黎藍帶廚藝學校，這個重大的決定獲得當時的法國總理朱爾·西蒙支持，於是第一屆在巴黎巴黎皇家宮殿奧爾良畫廊舉辦，之後成為世界最大的廚藝專門學校。
1934年玛尔特·迪斯特尔在聖勒拉福雷的別墅中逝世，在沒有繼承人的情況之下，藍帶學校公司贈與了天主教的歐特伊基金會（法語：Apprentis d'Auteuil）

## 著作
- 美食家的實用烹飪評論（法語：Le Gourmet, revue de cuisine pratique）
- 藍帶廚師（法語：La Cuisinière Cordon Bleu）雜誌

## 獲獎
- 1900年萬國博覽會食品組榮譽獎[3]

## 相關連結
- 巴黎藍帶廚藝學校 （页面存档备份，存于）
- Apprentis d'Auteuil奧特伊基金會 （页面存档备份，存于）